# Jean-Christophe Geiser
Jean-Christophe Geiser, né à Bienne le 20 novembre 1964, est un juriste et musicien suisse, organiste et professeur d'orgue.

## Biographie
Jean-Christophe Geiser naît en 1965 à Bienne, d'une mère jurassienne. Il grandit à Cortébert, dans le Jura bernois, et suit sa scolarité et ses premières études de musique à Bienne,.
Il commence le piano à 6 ans, puis l'orgue à 12 ans. Il étudie la musicologie et le droit à l'Université de Berne, où il obtient son brevet d'avocat en 1989.
Il est conseiller juridique à l'Office fédéral de la justice depuis 1991. Il y est membre de la délégation suisse au Groupe d'États contre la corruption et, depuis 1994, responsable de la Question jurassienne,.
Il est marié et père de deux enfants. Il vit depuis le début des années 1990 à Lausanne.

### Carrière musicale
Il fait ses études musicales au Conservatoire de Berne, où il obtient, en 1989 un diplôme de piano dans la classe d'Otto Seger et un diplôme de soliste avec félicitations du jury dans la classe d'orgue d'Heinrich Gurtner. Il remporte à deux reprises le prix de la Fondation Göhner, qui lui permet de se perfectionner à Paris avec François-Henri Houbart et de suivre différents cours d'interprétation.
En 1991, il est nommé organiste titulaire de la cathédrale de Lausanne, où il succède à André Luy. Il est également professeur d'orgue à la Haute École de musique de Lausanne depuis 1993 et doyen des classes professionnelles d'orgue et de clavecin. Il est aussi directeur artistique de la Société des concerts de la Cathédrale. Il poursuit en outre une carrière de concertiste sur la scène internationale puisqu'il a eu l’occasion de se produire dans plus d'une trentaine de pays, notamment en Allemagne, Suède, Belgique, France, États-Unis, Angleterre, Russie, Pologne et Brésil.
Il a réalisé de nombreux enregistrements pour différentes radios suisses, mais aussi DeutschlandRadio, Südwestfunk, Radio Russie et pour les labels VDE-GALLO, IFO-Verlag et FNAC-Musique. Il est à l'origine de la conception des nouvelles orgues Fisk de la Cathédrale de Lausanne, inaugurées en décembre 2003.
Il est président de l'Institut jurassien des sciences, des lettres et des arts (www.institut-jurassien.ch).

## Sources
- « Jean-Christophe Geiser », sur la base de données des personnalités vaudoises sur la plateforme « Patrinum » de la Bibliothèque cantonale et universitaire de Lausanne.
- Souffles, Musiques et orgues à la cathédrale de Lausanne, Éditions Slatkine, Genève, 2004, p. 155
- Jean-Christophe Geiser aux grandes orgues Fisk de la Cathédrale de Lausanne, CD et booklet, Disque VDE-GALLO, 2005